# Mistrzostwa Świata w Tenisie Stołowym 2011
51. Mistrzostwa świata w tenisie stołowym 2011 odbyły się w dniach 8–15 maja 2011 w hali Ahoy w Rotterdamie (Holandia).

## Skład i osiągnięcia reprezentacji Polski

### kobiety[1]
- Katarzyna Grzybowska – gra pojedyncza (1. runda), gra podwójna (2. runda), gra mieszana (3. runda)
- Kinga Stefańska – gra pojedyncza (1. runda), gra podwójna (1. runda)
- Antonina Szymańska – gra pojedyncza (1. runda), gra podwójna (1. runda), gra mieszana (1. runda)
- Natalia Partyka – gra pojedyncza (2. runda), gra podwójna (2. runda), gra mieszana (3. runda)
- Li Qian – gra pojedyncza (3. runda)

### mężczyźni[2]
- Lucjan Błaszczyk – gra pojedyncza (1. runda), gra podwójna (2. runda)
- Robert Floras – gra pojedyncza (elim.), gra podwójna (1. runda), gra mieszana (1. runda)
- Jakub Kosowski – gra pojedyncza (1. runda), gra podwójna  (1. runda), gra mieszana (3. runda)
- Jarosław Tomicki – gra pojedyncza (elim.)
- Wang Zengyi – gra pojedyncza (1. runda), gra podwójna (2. runda), gra mieszana (3. runda)

## Końcowa klasyfikacja medalowa
| Miejsce | Kraj             | Złoto | Srebro | Brąz | Razem |
| 1.      | Chiny            | 5     | 5      | 4    | 14    |
| 2.      | Hongkong         | 0     | 0      | 2    | 2     |
| 2.      | Korea Południowa | 0     | 0      | 2    | 2     |
| 4.      | Japonia          | 0     | 0      | 1    | 1     |
| 4.      | Niemcy           | 0     | 0      | 1    | 1     |

## Medaliści
| Konkurencja:            | Złoto:              | Srebro:           | Brąz:                                               |
| gra pojedyncza kobiet   | Ding Ning           | Li Xiaoxia        | Guo Yue Liu Shiwen                                  |
| gra pojedyncza mężczyzn | Zhang Jike          | Wang Hao          | Ma Long Timo Boll                                   |
| gra podwójna kobiet     | Guo Yue Li Xiaoxia  | Ding Ning Guo Yan | Jiang Huajun Tie Yana Kim Kyung-ah Park Mi-young    |
| gra podwójna mężczyzn   | Ma Long Xu Xin      | Chen Qi Ma Lin    | Jung Young-sik Kim Min-seok Wang Hao Zhang Jike     |
| gra mieszana            | Zhang Chao Cao Zhen | Hao Shuai Mu Zi   | Cheung Yuk Jiang Huajun Seiya Kishikawa Ai Fukuhara |